# Contea di Guanyang
La contea di Guanyang (灌阳县S, Guànyáng XiànP) è una contea della Cina, situata nella regione autonoma di Guangxi e amministrata dalla prefettura di Guilin.